# Jean René Paul Blandine de Marassé
Jean René Paul Blandine de Marassé, né le 18 janvier 1726 à La Rochelle (Aunis), mort le 18 août 1803 à Temeswar (Roumanie), est un général français.

## États de service
Il entre en service en 1737 comme volontaire au Régiment d'Aquitaine, il devient lieutenant en second le 12 juin 1739 et capitaine le 27 septembre 1745. Il est fait chevalier de Saint-Louis le 12 avril 1757, et il passe lieutenant-colonel le 6 août 1761.
Il est nommé colonel le 1er février 1762 au Régiment des Étrangers de Dunkerque, et il est réformé en 1763. Le 1er mars 1780, il devient brigadier des armées du roi, et il est désigné comme député suppléant de la noblesse aux états généraux de 1789 dans le bailliage d'Épernay. Le 1er mars 1791, il est promu maréchal de camp.
Il est élevé au grade de lieutenant-général le 25 août 1792, et commandant en chef à Anvers en 1793. Le 1er juin 1793, il est suspendu par le conseil exécutif. Émigré en Allemagne avec Dumouriez, puis en Hongrie, il est interné à Temeswar, et il y meurt le 18 août 1803.

## Sources
- (en) « Generals Who Served in the French Army during the Period 1789 - 1814 : Eberle to Exelmans »
- Étienne Charavay, Correspondance général de Carnot, tome 2, imprimerie Nationale, 1892, p. 6.
- Docteur Robinet, Jean-François Eugène et J. Le Chapelain, Dictionnaire historique et biographique de la révolution et de l'empire, 1789-1815, volume 2, Librairie Historique de la révolution et de l’empire, 886 p. (lire en ligne), p. 497.